# Esther Arroyo
Esther Arroyo Bermúdez (Cadice, 29 marzo 1968) è una modella, attrice e conduttrice televisiva spagnola, eletta Miss Spagna nel 1990.

## Biografia
Vincitrice del titolo di Miss Spagna, ottenuto in rappresentanza della Andalusia, viene incoronata a Santander. Dopo Miss Spagna ha partecipato anche a Miss Universo 1991. In seguito Esther Arroyo intraprende la carriera di attrice e presentatrice televisiva. Il suo ruolo più importante è nella serie di Telecinco Periodistas. Ha recitato nel ruolo di Miriam in Los Serrano, il format adattato in Italia con il titolo I Cesaroni. Inoltre ha fatto parte del cast di Paso adelante, Mira Quién Baila! e La familia Mata ed ha condotto la trasmissione El rey de la comedia su TVE.